# FOVE
株式会社FOVE（フォーブ、英: FOVE, Inc.）は、視線追跡型VRデバイスと視線計測技術を組み合わせた製品を開発・提供しており、取得可能な視線・眼球情報データに基づいて認知機能評価等が行える医療関連サービスを中心に提供している。2014年設立。

## 概要
視線追跡機能を搭載したVRヘッドマウントディスプレイ（HMD）を開発し、医療・研究分野における診断やリハビリ支援への応用を進めている。
同社のデバイスは、国内外の医療機関や研究機関で導入されており、MCI（軽度認知障害）や脳震盪の受傷スクリーニングなど多様な分野で活用されている。

## 社名の由来
FOVEという社名は、視覚において中心的な役割を果たす網膜の中心窩（fovea）に由来し、英語の「LOVE」の要素も掛け合わせることで、視線・眼に関する技術と社会への貢献意識を込めた名称であるとされている。

## 沿革
- 2014年5月 - 小島由香とLochlainn Wilsonが株式会社FOVEを設立[2]
- 2015年5月 - FOVE 0が「世界初の視線追跡VRヘッドセット」としてギネス世界記録に認定[3]
- 2016年11月 - 視線追跡型VRヘッドセットの販売を開始[4]
- 2021年2月 - 代表取締役社長に唐木信太郎が就任
- 2022年12月 - 東和薬品と資本業務提携を締結。認知機能評価サービスを提供開始[5]

## 製品

### FOVE 0
- 世界初の視線追跡搭載VR HMD（2016年発売）
- 解像度：2560×1440
- 視野角：約100度
- 接続：USB 3.0、HDMI
- SDK：Unity、Unreal Engine対応

### FOVE VR platform
- FOVE 0でVRアプリケーションを視聴する際に必要なプラットフォーム
- 無料プラン／有料プランあり（取得可能な眼球情報が異なる）

## 技術[6]
- 視線追跡：赤外線方式・両眼対応、精度約1度未満
- ヘッドトラッキング：6DoF（慣性センサ＋外部ベースステーション）
- SDK：Unity / Unreal Engine向け。視線イベント取得、ログ出力など対応

## 活用分野[7]

### 医療・ヘルスケア
- MCI・認知機能スクリーニング
- 視線リハビリ、発達障害支援
- 脳震盪受傷評価
- 脳神経疾患、眼疾患診断

### 教育
- 特別支援教育での教材評価、集中力の可視化

### 研究
- UXリサーチ、心理・神経科学、人間工学で活用
- 大学・研究機関での共同研究実績多数

## 導入事例
- 九州大学病院、佐賀大学、東京大学、金沢大学など
- 視線×認知評価、多数の医療機関に導入[8]

## ソリューションとサービス[9]

### 認知機能セルフチェッカー
- HMD内の視線課題で注意力・記憶力などを短時間でスクリーニング
- 非接触・自動レポート生成
- 健診施設・病院等で導入拡大中

### FOVE Analytics
- CSV出力・ヒートマップ可視化・注視点ログ生成ツール

### FOVE VR platform
- Unity / Unreal対応、眼球情報取得、アプリ開発可能